# Соломас, Спиридон Дмитриевич
Спиридон Дмитриевич Соломас (1919-2001) — младший сержант Рабоче-крестьянской Красной Армии, участник Великой Отечественной войны, полный кавалер ордена Славы.

## Биография

Могила Соломаса на Северном кладбище Ростова-на-Дону.

Спиридон Соломас родился 25 октября 1919 года в Краснодаре. После окончания пяти классов школы проживал в Ростове-на-Дону, работал токарем. В июне 1941 года Соломас был призван на службу в Рабоче-крестьянскую Красную Армию. С августа того же года — на фронтах Великой Отечественной войны. Воевал санинструктором взвода управления дивизиона 155-го пушечного артиллерийского полка 41-й пушечной артиллерийской бригады 12-й артиллерийской дивизии прорыва 1-го Белорусского фронта.
12 августа 1944 года во время отражения немецкой контратаки в районе населённого пункта Яновец в 11 километрах к востоку от польского города Пулава Соломас вынес на себе из-под огня 1 командира и 6 бойцов, получивших тяжёлые ранения. 27 августа 1944 года он был награждён орденом Славы 3-й степени.
14 января 1945 года Соломас во время прорыва немецкой обороны Соломас лично оказал первую помощь 13 получившим ранения бойцам, лично вынес двоих тяжело раненых из-под огня. 29 января 1945 года он вынес на себе ещё двоих бойцов. 23 марта 1945 года Соломас был награждён орденом Славы 2-й степени.
5 апреля 1945 года в бою на западном берегу Одера в районе станции Лебус Соломас вынес на себе трёх получивших тяжёлые ранения артиллеристов, а 18 апреля с риском для своей жизни потушил возгорание у дивизионного склада боеприпасов. 15 мая 1946 года он был награждён орденом Славы 1-й степени.
После окончания войны Соломас был демобилизован. Проживал и работал в Ростове-на-Дону. Умер 20 декабря 2001 года, похоронен на Северном кладбище Ростова-на-Дону.
Был также награждён орденом Отечественной войны 1-й степени и рядом медалей.